# فنميشن
فنميشن (بالإنجليزية: Funimation)‏ هي شركة إنتاج تلفزيوني وسنمائي أمريكية. تأسست في 9 مايو 1994. يقع مقرها في فلاور. وهي أكبر موزع للأنمي والترفيه الأجنبي في أمريكا الشمالية. من أشهر ملكياتها أنمي دراغون بول زد من توئيه أنميشن والذي حقق نجاحا أثناء عرضه على كرتون نتورك من 1998 إلى 2003، وتم إعادة إصداره عدة مرات على أقراص ديفيدي.

## وصلات خارجية
- فنميشن على موقع IMDb (الإنجليزية)
- فنميشن على موقع ANN company (الإنجليزية)
- الموقع الإلكتروني